# Couratari longipedicellata
Couratari longipedicellata é uma espécie de planta lenhosa da família Lecythidaceae.
Essa espécie é pouco estudada, sendo encontrada apenas no Brasil, no Amazonas, em florestas de terra firme. Pode chegar até 30 metro de altura e tem por característica uma casca lisa, levemente estriada, com lenticelas verticais.
Esta espécie está ameaçada por perda de habitat.